# Цигулёва, Оксана Николаевна
Оксана Николаевна Цигулёва (укр. Оксана Миколаївна Цигульова; род. 15 декабря 1973, Николаев, УССР) — украинская спортсменка, которая специализировалась в прыжках на батуте, призёр Олимпийских игр 2000 года. Заслуженный мастер спорта Украины.

## Биография
Начала заниматься прыжками на батуте с пяти лет. С 14 лет успешно выступала на первенствах Украины и международных соревнованиях различного уровня.
Выпускница Института физического воспитания и спорта Национального педагогического университета имени М. П. Драгоманова.
Четырёхкратная чемпионка Советского Союза. Оксана Цыгулёва — чемпионка Европы (1993), чемпионка мира (1996, 1999), чемпионка Всемирных игр (1997), обладательница Кубка мира (1999), серебряный призёр XXVII летних Олимпийских игр в Сиднее (2000). Также вместе с Еленой Мовчан принимала участие в показательных выступлениях на гала-концерте на Играх. Все эти годы с ней работали заслуженные тренеры Украины Л. М. Горжий и В. М. Горжий. За свои спортивные успехи награждена орденом княгини Ольги 3 степени.
В 2004 году Цигулёва приняла участие в эстафете олимпийского огня перед Играми в Афинах.
Цигулёва замужем, познакомилась с супругом в 2002 году в США, а в следующем году у пары родился сын Богдан.